# Христо Шиваров
Христо Стойнов Шиваров е български учител, революционер и политик.

## Биография
Христо Шиваров е роден на 30 октомври 1850 г. в Стара Загора. Завършва образованието си при известните възрожденски старозагорски учители Стефан Петков и Атанас Иванов.
През 1867 г. за кратко време е учител в с. Кара Борун, а след това в с. Караджелии. От 15 май 1869 г. е отзован от Старозагорското училищно настоятелство от Караджелии и назначен за учител в основното училище при църквата „Свети Димитрий“ в Стара Загора. Там се включва в революционната дейност, а по-късно се запознава с Васил Левски.
През 1869 г. е образуван Старозагорският таен революционен комитет и Христо Шиваров е избран за секретар-деловодител, на който пост остава до 16 септември 1875 г., когато е арестуван след неуспеха на Старозагорското въстание. В турските затвори прекарва около година и става свидетел на гибелта на своите близки другари. По частичната амнистия за участниците в Старозагорското и Априлското въстание е освободен. По време на Руско-турската война взема участие в защитата на родния си град.
След Освобождението заема различни длъжности по съдебното и финансовото ведомство. Заради русофилството му е преследван и уволняван, като два пъти лежи в затвора. След 1900 г. се оттегля от активния политически живот. Умира през 1933 г.
Написва „Спомени по Старозагорското въстание“. Под ръкописа стои 1884 г. като година на написване. Вероятно това е датата на първия вариант, който е преработван няколко пъти. Ръкописът, който се съхранява в Държавен архив – Стара Загора е от 1920-те години. Записките, написани на тетрадка, са предадени през 1932 г. на читалище „Родина“, а по-късно на архива.
По-подробни данни за живота и дейността му има в непубликуваната автобиография, която се съхранява в Архива на Българска академия на науките.
Неговите спомени „Бележки по Старозагорското въстание“ и автобиографията, съхранявана в Архива на БАН, са издадени през 2020 г. от Регионален исторически музей – Стара Загора.